# A Szünidei napló szereplőinek listája
A Szünidei napló (héberül: יומני החופש הגדול, angolul: Summer Days / Summer Break Diaries / Summer Break Stories) izraeli televíziós filmsorozat, amelyet Izraelben 2012. augusztus 12-étől a Disney Channel kezdett el vetíteni, és Magyarországon 2016. június 20. óta sugározza a Disney Channel.

## Főszereplők

### Tamar Golan
Tamar Golan (Lihi Kornowski; olasz hangja: Veronica Puccio; magyar hangja: Laudon Andrea)

### Dafi Carmon
Dafi Carmon (Carmel Lotan; olasz hangja: Valentina Favazza; magyar hangja: Györfi Laura)

### Tom Wexler
Tom Wexler (Silvan Presler; olasz hangja: Alex Polidori; magyar hangja: Szalay Csongor) – Elinor ikertestvére.

### Elinor Wexler
Elinor Wexler (Gaya Gur Arie; olasz hangja: Ludovica Bebi; magyar hangja: Czető Zsanett) – Tom ikertestvére

### Gur
Gur (Gefen Barkai; olasz hangja: Manuel Meli; magyar hangja: Baráth István) – Tamar fiúja, Elinor szerelmes volt belé.

### Karine Kramer
Karine Kramer (szül. Horowitz; Michaela Elkin; olasz hangja: Chiara Gioncardi; magyar hangja: Pekár Adrienn) – Tamar unokatestvére, aki sokáig Los Angelesben élt, de a nyárra elutazott Tel-Avivba az ottani családjához. Igazából azért utazott el, hogy megtalálja az apját, de megszerette Izraelt.

### Dana Treslan
Dana Treslan (Noel Berkovitch; olasz hangja: Letizia Ciampa; magyar hangja: Lamboni Anna) – Az öt barátnő egyike, aki három évre Olaszországba költözik.

## Mellékszereplők

### Amit
Amit (magyar hangja: Csifó Dorina) – Gur egyik gyerekkori barátja. Később bevallja, hogy szerelmes Gurba, de ő Tamart szereti.

### Boaz
Boaz (Yaron Brovinsky; olasz hangja: Giorgio Borghetti; magyar hangja: Rajkai Zoltán) – A Milkshake nevű étterem tulajdonosa.

### Dean Lahav
Dean Lahav (Rom Barnea; olasz hangja: Flavio Aquilone; magyar hangja: Kékesi Gábor) – Énekes fiú, aki Sharonnak dolgozik. Dafi az ő nagy rajongója, később együtt dolgoznak, és egy színlelt kapcsolat után szerelmesek is lesznek, de Sharon szétválasztja őket, mert nem szeretné, hogy Deannek hosszantartó kapcsolata legyen, mert akkor a rajongók számára elérhetetlennek tűnik.

### Francesco
Francesco – Dana fiúja.

### Itay Nissim
Itay Nissim (olasz hangja: Mirko Cannella; magyar hangja: Czető Roland) – Elinor legújabb fiúja. Dafi oldalán keresztül ismerkedett meg vele, mert Elinor segített Dafinak bejegyzést írni, és kiderült, hogy Dafi nem tud semmit a Cseresznyeszüret és a Sárga kutya című könyvekről, ezért bevallotta, hogy a bejegyzést Elinor írta.

### Judy Mayer
Judy Mayer (magyar hangja: Kocsis Mariann) – egy híres hollywoodi producer.

### Micha
Micha (Aki Avni; olasz hangja: Alessandro Quarta; magyar hangja: Fekete Zoltán) – Gur és Muki apja.

### Mika
Mika (olasz hangja: Daniela Calò; magyar hangja: Agócs Judit) – Tamar tánctanára. Egy idő után kizárja Tamart, mert sorozatosan késik és nem tud koncentrálni, de Gur meggyőzi, hogy adjon neki még egy esélyt, így újra felvételizik és sikerül is neki.

### Muki
Muki (Gilad Brown; magyar hangja: Berecz Kristóf Uwe) – Gur kisöccse.

### Noah Horowitz
Noah Horowitz (Guy Loel; olasz hangja: Massimiliano Manfredi; magyar hangja: Galbenisz Tomasz) – Karine apja. Taliával elváltak, amikor Karine még fiatal volt, és azóta nem találkozott a lányával. Karine megtalálta Eilatban, de ő azt hazudta, hogy nincs lánya.

### Romi
Romi (olasz hangja: Erica Necci; magyar hangja: Csuha Borbála) – Tamar egykori riválisa a táncpróbákon. Azt hazudta, hogy Tamar meglökte, de Mika visszanézte a felvételt és kizárta Romit. Később ezért bosszút áll Tamaron.

### Ruti
Ruti (Michal Yannai; magyar hangja: Pap Kati) – Gur és Muki anyja.

### Sharon Dagan
Sharon Dagan (Dana Adini; olasz hangja: Alessia Amendola; magyar hangja: Tarr Judit) – Zenei producer, aki Dean Lahavval és később Dafival dolgozik.

### Shira Kahana
Shira Kahana (olasz hangja: Virginia Brunetti; magyar hangja: Dögei Éva) – Izrael legnépszerűbb színésznője, aki Sharon jóvoltából összebarátkozik Dafival.

### Sigal Golan
Sigal Golan (Dana Berger; olasz hangja: Franca D'Amato; magyar hangja: Kisfalvi Krisztina) – Tamar anyja.

### Talia Kramer
Talia Kramer (Dafna Rechter; olasz hangja: Cristiana Lionello; magyar hangja: Bertalan Ágnes) – Karine anyja. Mióta Noahhal elváltak, eltitkolja Karine elől, hogy tudja, hol van, mert azt hiszi, így jobb neki.

### Yariv
Yariv (magyar hangja: Kárpáti Levente) – Tamar apja.

### Yaron
Yaron (magyar hangja: Borbíró András) – Egy fiú, akit Elinor egy étteremben ismert meg. Úgy tűnt, hogy teljesen hasonlítanak egymásra, de végül szakítottak, mert ő csak a táblázatokkal foglalkozott Elinor helyett.

### Yonatan
Yonatan (magyar hangja: Joó Gábor) – Egy DJ fiú; Elinor egy ideig tettette, hogy járnak, hogy Tamar Gurral lehessen.